# Perfectos desconocidos (2018)
Perfectos desconocidos is een Mexicaanse komedie-dramafilm uit 2018, geregisseerd door Manolo Caro. De film is een remake op de  Italiaanse film Perfetti sconosciuti uit 2016.

## Verhaal
Zeven vrienden ontmoeten elkaar voor een diner en gaan akkoord om deel te nemen aan een spel waarbij ze alle berichten op hun mobiele telefoons moeten lezen. Dit leidt tot een reeks discussies en misverstanden, waarbij ze alle onverwachte waarheden kennen.

## Rolverdeling
| Acteur               | Personage |
| -------------------- | --------- |
| Bruno Bichir         | Alonso    |
| Mariana Treviño      | Flora     |
| Cecilia Suárez       | Eva       |
| Manuel Garcia-Rulfo  | Mario     |
| Ana Claudia Talancón | Ana       |
| Miguel Rodarte       | Ernesto   |
| Franky Martín        | Pepe      |

## Release
De film ging in première op 23 oktober 2018 op het Morelia International Film Festival in Morelia. Op 25 december 2018 werd de film uitgebracht in Mexico.

## Ontvangst
Drie dagen na de commerciële première stond de film bovenaan de box office, met een brutowinst van ruim 29 miljoen Mexicaanse pesos. Daarom wordt het beschouwd als een van de meest succesvolle films in de Mexicaanse cinema van 2018.